# Gunther von Bamberg
Gunther von Bamberg  (* um 1025/1030; † 23. Juli 1065 Ödenburg) war Kanzler von Kaiser Heinrich III., von 1057 bis 1065 Bischof von Bamberg und eine bedeutende politische Gestalt seiner Zeit.

## Leben
Der aus einer hochadeligen Familie stammende Gunther wurde an der Bamberger Domschule ausgebildet und blieb anschließend als Kanoniker am Bamberger Dom, 1051 war er  Propst von Hainburg (Niederösterreich). Er war ein Vertrauter von Anno von Köln, des mächtigsten Kirchenfürsten dieser Zeit, der am Anfang seiner Laufbahn an der Bamberger Domschule gelehrt hatte. Dadurch kam Gunther in Kontakt mit Kaiser Heinrich III., der ihn 1054 zum Kanzler für Reichsitalien ernannte. 1056 wurde Gunther Propst des Stifts St. Simon und Judas in Goslar und ein Jahr später Bischof von Bamberg. Da das Bistum in Kärnten über große Besitzungen verfügte, konnte es die Alpenüberquerung mit kontrollieren, was Gunthers Einfluss weiter steigerte.
Nach dem Tod Heinrichs III. Ende 1056 verschlechterte sich das Verhältnis Gunthers zur Kaiserinwitwe und Regentin Agnes von Poitou rasch, vor allem weil Anno von Köln ebenfalls in Opposition zu Agnes stand und weil Gunther mit Agnes’ Vertrautem Heinrich von Augsburg verfeindet war. 1059 berief Gunther eine Synode ein, die die Slawenmission vorantreiben sollte.
In Bamberg gründete Gunther das Stift St. Gangolf. In seinem Herrschaftsgebiet trieb er den Landesausbau vor allem mit zahlreichen Marktgründungen voran, nach außen versuchte er sein Territorium durch zahlreiche Fehden auszudehnen. Er stellte Meinhard von Bamberg an der Domschule ein und förderte die mittelhochdeutsche Dichtung. So ließ er den Sagenkreis um Etzel und Amalung niederschreiben.
Auf seiner Reise nach Jerusalem begleitete ihn der Dichter Ezzo, bekannt durch seine Heldenepik. Gunther von Bamberg verstarb auf der Rückreise am 23. Juli 1065 in Stuhlweißenburg an einer schweren Krankheit. Heimkehrende Pilger brachten seinen in das byzantinische Seidentuch gehüllten Leichnam nach Bamberg zurück.  Das nach ihm benannte Gunthertuch, welches nach Öffnung seiner letzten Ruhestätte daraus entnommen wurde, ist heute neben dem Papstornat und den kaiserlichen Gewändern ein weiterer Höhepunkt in der Textil-Sammlung des Diözesanmuseums Bamberg.